# Apocryptus nathani
Apocryptus nathani är en stekelart som beskrevs av Gupta 1983. Apocryptus nathani ingår i släktet Apocryptus och familjen brokparasitsteklar. Inga underarter finns listade i Catalogue of Life.